# Segundo Imbert
General Segundo Francisco Imbert del Monte (Moca, República Dominicana; 12 de mayo de 1837–Puerto Plata; 16 de octubre de 1905) fue un militar y político dominicano; fue vicepresidente de la República Dominicana, ministro de Asuntos Exteriores, Justicia e Instrucción Pública, y candidato a la presidencia de la República Dominicana.
Imbert era el primogénito del inmigrante francés don José María Imbert y de la dominicana María Francisca del Monte; casó con Manuela Mesnier (de ascendencia francesa). Él era el abuelo paterno del general Antonio Imbert Barrera.